# Acantholimon turcicum
Acantholimon turcicum är en triftväxtart som beskrevs av Doan och Akaydn. Acantholimon turcicum ingår i släktet Acantholimon och familjen triftväxter. Inga underarter finns listade i Catalogue of Life.